# جون غالت (روائي)
جون غالت (بالإنجليزية: John Galt)‏ (2 مايو 1779 في المملكة المتحدة - 11 أبريل 1839، غرينوك في المملكة المتحدة)؛ شخصية أعمال، كاتب وروائي بريطاني.

## روابط خارجية
- جون غالت على موقع الموسوعة البريطانية (الإنجليزية)
- جون غالت على موقع إن إن دي بي (الإنجليزية)